# Afaloicai
Afaloicai (Aflocai) war ein traditionelles Reich im Osten der Insel Timor. Sein Territorium wurde in der portugiesischen Kolonialzeit auf die heutigen Gemeinden Baucau und Viqueque aufgeteilt.

## Hintergrund
In den 1930ern kam es zum Konflikt verschiedener Führer innerhalb des Reiches, was zur Dreiteilung in die heute bestehenden Sucos führte. Mündlichen Überlieferungen zufolge sollen die Portugiesen und das mit ihnen verbündete Reich von Luca diese Teilung zur Schwächung Afaloicais vorangetrieben haben. Der Ort Afaloicai liegt heute im zum Verwaltungsamt Baguia gehörenden Suco Afaloicai (Gemeinde Baucau). Südöstlich davon liegt der Suco Afaloicai, der zum Verwaltungsamt Uatucarbau (Gemeinde Viqueque) gehört. Der dortige Ort Afaloicai wird manchmal auch „Uatucarbau“ genannt. Südwestlich befindet sich der Suco Afaloicai, der zum Verwaltungsamt Uato-Lari (Gemeinde Viqueque) gehört.
Auch der Hauptclan von Buibela/Lena zerfiel in zwei Teile, weswegen es Aldeias mit diesen Namen sowohl in Afaloicai-Baguia als auch in Afaloicai-Uato Lari gibt. In Afaloicai-Uato Lari übernahm ein neuer Machthaber die Führung, der nicht zum bisherigen Herrscherhaus Afaloicais gehörte. Hier bilden die Makasae die deutliche Bevölkerungsmehrheit, während in den beiden anderen Sucos die Naueti in deutlicher Mehrheit gegenüber einer Minderheit von Makasae stehen.
Der Konflikt führte vermutlich auch zu einer Flüchtlingsbewegung, die im benachbarten Babulo (Verwaltungsamt Uato-Lari) eine neue Heimat fand. Andere Quellen nennen Landmangel als Grund für die Auswanderung.